# Sennevoy-le-Haut
Sennevoy-le-Haut – miejscowość i gmina we Francji, w regionie Burgundia-Franche-Comté, w departamencie Yonne.
Według danych na rok 1990 gminę zamieszkiwało 86 osób, a gęstość zaludnienia wynosiła 10 osób/km² (wśród 2044 gmin Burgundii Sennevoy-le-Haut plasuje się na 824. miejscu pod względem liczby ludności, natomiast pod względem powierzchni na miejscu 1008.).